# جون بلوك (كرة سلة)
جون بلوك (بالإنجليزية: John Block)‏ مواليد 16 أبريل 1944 في لوس أنجلوس، هو لاعب كرة سلة أمريكي معتزل. بدأ مسيرته الاحترافية في سنة 1966. تم اختياره من قبل فريق لوس أنجلوس ليكرز خلال الدرافت. يبلغ طوله 6 قدم 9 بوصة (2.1 م). اعتزل اللعب في 1976. أحرز خلال مسيرته في الإن بي إيه 7106 نقطة بمعدل 11.9 نقطة في المباراة الواحدة.

## المسيرة الاحترافية
لعب مع لوس أنجلوس ليكرز في موسم 1966–1967، ثم لعب مع هيوستن روكتس من سنة 1967 إلى 1971، ثم لعب مع ميلووكي باكز في موسم 1971–1972، ثم لعب مع فيلادلفيا سفنتي سيكسرز في موسم 1972–1973، ثم لعب مع سكرامنتو كينغز من سنة 1972 إلى 1974، ثم لعب مع يوتا جاز في سنة 1974، ثم لعب مع شيكاغو بولز من سنة 1974 إلى 1976.

## روابط خارجية
- جون بلوك على موقع إن بي أي (الإنجليزية)
- جون بلوك على موقع سبورتس رفرنس (الإنجليزية)
- جون بلوك على موقع كلية كرة السلة في سبورتس رفرنس.كوم (الإنجليزية)
- جون بلوك على موقع ريلجم (الإنجليزية)
- جون بلوك على موقع بروبوليرز (الإنجليزية)